# 中谷好江

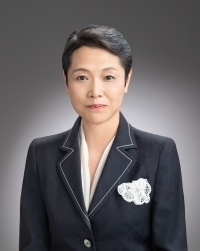
外務省より公表された公式肖像画像

中谷 好江（なかたに よしえ、1960年5月18日 - ）は、日本の外交官、国際公務員。経済協力開発機構（OECD）東京センター所長、駐パラグアイ特命全権大使を歴任した。

## 経歴・人物
広島県生まれ。1983年東京外国語大学外国語学部スペイン語学科卒業、専門職員として外務省入省。1986年スペイン外交官学校国際コース修了。パナマ駐勤を経て、北米局北米二課配属。日米貿易摩擦交渉などを担当したのち、1996年から在アメリカ合衆国日本国大使館広報文化センター次長を務め、在ペルー日本大使公邸占拠事件ではプレス対応にあたった。外務省経済協力局調査計画課評価班長等を経て、2004年外務省中南米局中米課課長補佐。2005年日・中米交流年事務局責任者。2009年から経済協力開発機構（OECD）東京センター所長。2013年在メキシコ日本大使館参事官（経済班長）。2015年在パラグアイ日本大使館参事官。2016年在パラグアイ日本大使館公使参事官（次席）。2017年パラグアイ日系女性の会顧問。在パラグアイ日本大使館臨時代理大使も務めた。2018年外務省欧州局政策課協定交渉官兼アジア欧州協力室長。同年から外務省経済局漁業室長として、国際捕鯨委員会からの脱退などにあたった。2020年駐パラグアイ特命全権大使。夫は前ジブチ特命全権大使・靖国神社宮司の大塚海夫元海将で、2020年9月16日に夫婦でそれぞれ別の国の大使に着任するため皇居での認証式に臨んだが、これは史上初の出来事であった。